# Marknadsprissättning
Marknadsprissättning innebär att priset på en vara avspeglar det aktuella marknadsläget, det vill säga efterfrågan på varan från kunderna. En marknadsprissättning bestäms utifrån "nuet" och man kan inte ta hänsyn till varans historia eller eventuella framtida förändring.